# PathMinder
PathMinder — файловый менеджер для операционной системы DOS, разработанный в 1984 году. Имел английский пользовательский интерфейс, использовался как замена DOS Shell для компьютеров с малым объёмом памяти.

## Описание
Создавался компанией Westlake Data Corporation в Остине, штат Техас, силами разработчиков Альберта Нурика (англ. Albert Nurick) и Бриттана Фралея (англ. Brittain Fraley). Выпущен 30 сентября 1984 года и стал довольно популярным. Хотя пользовательский интерфейс состоял из текстовых символов, он имел много графических элементов, особенно когда в 1989 году был выпущен PathMinder Plus, и был введён реконфигурируемый пользовательский интерфейс.
PathMinder выигрывал награды компьютерной индустрии и был номинирован на премию Technical Excellence от PC Magazine. Являлся первой оболочкой DOS, которая включала интегрированный текстовый редактор, диспетчер приложений, ведение журнала, запуск программ на BASIC, шифрование и другие особенности. У PathMinder было несколько ключевых функций, которые способствовали его успеху, включая виртуальный загрузчик, который требовал только 4 КБ ОЗУ при работе других программ, что было важной особенностью, когда в системах было доступно менее 640 КБ ОЗУ.
Первоначально разрабатывался для использования в операционных системах DOS. Версия PathMinder была независимо разработана в 1988 году для работы в операционной системе CP/M. Также Westlake Data Corporation выпустила версию PathMinder, предназначенную для операционной системы Windows 3.1 под названием PathMinder Does Windows, однако та не снискала большого коммерческого успеха.